# Muscicapoidea
Muscicapoidea — надродина горобцеподібних птахів, одна з трьох основних клад Passerida поряд з Sylvioidea і Passeroidea. Включає близько 660 видів у 6 родинах. Члени надродини трапляються по всьому світу.

## Систематика

### Список родин
- Ґедзеїдові (Buphagidae) Lesson, 1828 (2 види)
- Пересмішникові (Mimidae)  Bonaparte, 1853 (34 види)
- Шпакові (Sturnidae)  Rafinesque, 1815 (123 види)
- Пронуркові (Cinclidae) Borkhausen, 1797 (5 видів)
- Дроздові (Turdidae) Rafinesque, 1815 (171 вид)
- Мухоловкові (Muscicapidae) Vigors, 1825 (321 вид)

У класифікації птахів Сіблі та Елквіста (1990) надродина також включала родину Bombycillidae (омелюхові). Згодом омелюхів віднесли до надродини Bombycilloidea.